# 史提芬·卡達維
史提芬·卡達維（英語：Steven Caldwell，1980年9月12日—），出生在斯特靈，是一名已退役蘇格蘭足球員，司職後衛，出身紐卡素，曾效力新特蘭、般尼、韋根、伯明翰城和多倫多FC，亦是蘇格蘭國腳。

## 生平
卡達維與其弟弟加利·卡達維一同在英超球會紐卡素展開其足球生涯。2000年9月30日，他在緬因路球場對曼城的賽事中處子上陣。2000年11月1日，他在聯賽盃對巴拉福特的賽事中首次正選上陣並梅開二度而攻入其處子入球。2000年11月8日，他在聖占士公園球場對新特蘭的賽事中首次於聯賽正選上陣。
2001年10月9日，他被外借至黑池。10月13日，他在對高車士打的賽事中首次代表黑池上陣。10月16日，他在英錦標以3-2的比分擊敗史篤城的賽事中取得其處子入球。
2001年12月5日，他被外借至巴拉福特。12月8日，他在以3-1的比分擊敗洛達咸的賽事中處子上陣。2002年1月11日，他再次被外借至巴拉福特效力。
2002年11月4日，他在重返紐卡素的首場賽事對米杜士堡中取得其聯賽處子入球。
2004年2月2日，他被球會外借至列斯聯。2月7日，他在對阿士東維拉的賽事中首次正選上陣。4月10日，他在聯賽對布力般流浪代表列斯聯攻入其處子入球。
他總共代表紐卡素於聯賽上陣28場取得兩個入球。
新特蘭
2004年6月28日，卡達維轉投本土競爭對手新特蘭。8月10日，他在對克魯的賽事中首次正選上陣。8月14日，他在對昆士柏流浪攻入其處子入球，協助球隊2-2逼和對手。12月4日，他在對韋斯咸的賽事中得到其首面紅牌，其後英足總在12月7日撤銷這面紅牌。
卡達維以其在球場上的拼勁和他與加利·比連穩固的夥伴關係而為人所知。2005年4月23日，他在對李斯特城的賽事中射入奠勝球，協助球隊重返英超。
其後，受到傷患困擾的卡達維在新特蘭不受到重用，當他康復後，時任領隊萊·堅尼亦很少讓他正選上陣。隨後，新特蘭接受英冠競爭對手般尼和高雲地利的出價。
般尼
2007年2月1日，卡達維最終在轉會市場結束前9分鐘以40萬英鎊身價轉投般尼。2月3日，他在對昆士柏流浪的賽事中首次上陣。2月10日，他在對錫周三的賽事中首次正選上陣。11月2日，球會對外說他在早前以2-3的比分不敵修咸頓的賽事進行至10分鐘時大腿肌腱撕裂，使他逼迫缺陣六週。12月22日，他在對葉士域治的賽事中復出。
2008年2月26日，他在以2-0的比分擊敗高雲地利的賽事中攻入其處子入球。2008/09年球季卡達維以隊長身份帶領球隊透過附加賽擊敗雷丁及取得升班英超的資格。但球隊整體實力不足，僅一季後便降回英冠，而他亦於季後被放棄。
韋根
2010年8月23日卡達維加盟英超球會韋根，簽約一年，再與弟弟加利·卡達維並肩作戰，在各項賽事獲派上陣15場後，於球季結束未獲續約而離隊。
伯明翰城
2011年7月7日免費加盟剛降班英冠的伯明翰城，簽約兩年。
2013年5月7日，伯明翰城宣佈6月底約滿的卡達維不獲續約可自由轉會。同日美國職業足球大聯盟球會多倫多FC宣佈以租借形式借用卡達維至6月30日。
多倫多FC
2013年7月2日，美國職業足球大聯盟球會多倫多FC正式宣佈租約期滿的卡達維正式加盟，合約為期兩年半至2015年12月底。

## 外部連結
- （英文）Steven Caldwell profile
- （英文）Steven Caldwell profile
- （英文）足球数据库：史提芬·卡達維的球员统计数据
- （英文）Official Sunderland FC Profile （页面存档备份，存于）
- 史提芬·卡達維在Soccerway.com（英语）
- 史提芬·卡達維在WorldFootball.net（英语）
- 史提芬·卡達維在Soccerbase.com（英语）
- 史提芬·卡達維在National-Football-Teams.com（英语）
- 史提芬·卡達維在11v11.com（英语）
- 史提芬·卡達維在BDFutbol（英语）
- 史提芬·卡達維在kicker（德语）
- 史提芬·卡達維在FBref.com（英语）
- 史提芬·卡達維在Major League Soccer（英语）
- 史提芬·卡達維在Premier League（英语）
- 史提芬·卡達維在EU-Football.info（英语）
- 史提芬·卡達維在FootballDatabase.eu（英语）
- 史提芬·卡達維在Transfermarkt（英语）

| 體育角色           | 體育角色             | 體育角色                 |
| ------------------ | -------------------- | ------------------------ |
| 前任： 加利·比連   | 新特蘭隊長 2006-2007 | 繼任： 甸恩·韋赫特       |
| 前任： 韋恩·湯馬士 | 般尼隊長 2007-2010   | 繼任： 格拉汉姆·亚历山大 |